# 梁山陳氏
梁山陳氏（ヤンサンジンし、朝鮮語: 양산진씨）は、朝鮮の氏族の一つ。本貫は中華人民共和国山東省梁山県である。2015年の調査では、1,042人である。
始祖は、中国梁山に起源を持つ陳普才である。陳普才は、元の文官を務めていたが、隠居してしまった。その後、明洪武帝時代に丞相を追贈されて文烈の諡号を授けられた。
孫の陳理が高麗に入国すると、恭愍王が陳理に奴婢を下賜した。陳理の子孫が先祖の故郷の梁山を本貫にして梁山陳氏を創始した。